# Конвергентно учење
Конвергентно учење се још назива и логичко учење, јер се заснива на правилима логичког мишљења, односно логички уређеном следу интелектуалних радњи који доводи до једног тачног решења.

## Примена
Ова метода учења је својствена за научне области у школи, као што су математика, физика, хемија, биологија, историја, географија итд. што значи управо за области у којима се од ученика захтева логичко размишљање.

## Примери
Примери за ову методу учења су бројни. У математици се на овај начин усваја алгоритам за решавање неке класе математичких задатака, а у природним и друштвеним наукама неке узрочно-последичне везе које доводе до решавање одређених проблема (на пример како склоп у шуми утиче на спратовност или зашто се водоник више не користи за покретање цепелина).

## Конвергентно учење и друге методе
Учење које се потпуно разликује је дивергентно учење, које се још назива и стваралачко. За разлику од овог облика, конвергентно учење не искључује смислено, механичко, практично, вербално, рецептивно, трансмисивно, интерактивно, као и учења са и без помагала, већ се може комбиновати са наведеним методама. Учење путем открића обавезно подразумева комбинацију конвергентног и дивергентног учења.